# Davao
Davao (anglicky Davao City, cebuánsky Dakbayan sa Dabaw, filipínsky Lungsod ng Dabaw, malajsky Kota Davao, španělsky Ciudad de Dávao) je město na Filipínách. Leží na ostrově Mindanao při stejnojmenném zálivu a k roku 2010 mělo cca 1,2 milionu obyvatel. Davao bylo založeno v polovině 19. století a status města získalo 16. března 1937.
Město vedl 22 let Rodrigo Duterte, který si jako starosta vysloužil přezdívku „exekutor“ díky své tvrdé kampani proti zločinu. V roce 2016 byl zvolen prezidentem Filipín.

## Partnerská města
- Panamá, Panama
- Koror, Palau
- Manado, Indonésie
- Nan-ning, Čína
- Pekanbaru, Indonésie
- Tacoma, USA
- Ťi-lung, Tchaj-wan
- Vladivostok, Rusko